# РДС-37

Ядерный гриб взрыва РДС-37 с прозрачной «юбочкой». Огненное облако скрыто за туманным куполом

РДС-37 — первая советская двухступенчатая термоядерная бомба. Испытана 22 ноября 1955 года на Семипалатинском полигоне сбросом с бомбардировщика Ту-16. Номинальная мощность бомбы была приблизительно 3 Мт, но во время испытания снижена примерно вдвое, до 1,6 Мт. Взрыв подтвердил возможность преодоления 1 Мт отметки, для этого использовалось рентгеновское излучение от реакции деления для сжатия дейтерида лития перед синтезом («лучевая имплозия»). 

## Разработка
Первые работы в СССР над «принципом окружения» (принципом радиационной имплозии) начались в СССР в 1950 году. Расчёты по созданию двухступенчатой конструкции водородной бомбы начались в 1952—1953 годах, однако окончательное осознание и формулировка основных положений нового принципа произошли в СССР только в 1954 году. С этого момента началась интенсивная расчётно-теоретическая проработка физической схемы новой водородной бомбы и исследование характеристик протекающих в ней физических процессов. Но эта работа весь 1954 год проводилась параллельно с попытками создания форсированного варианта водородной бомбы «образца» 1953 года большей мощности (РДС-6с)
Предполагалось, что перенос энергии ядерного взрыва первичного источника в двухстадийном заряде должен осуществляться потоком продуктов взрыва и создаваемой ими ударной волной, распространяющейся в гетерогенной структуре заряда. В 1954 году этот подход был проанализирован Я. Б. Зельдовичем и А. Д. Сахаровым. При этом за основу вторичного модуля было решено взять аналог внутренней части заряда РДС-6с. Таким образом, было сформулировано конкретное представление о двухстадийном заряде на принципе гидродинамической имплозии. Это была исключительно сложная система с точки зрения обоснования её работоспособности при реальных вычислительных возможностях того времени. Основной была проблема, каким образом в подобном заряде обеспечить близкое к сферически-симметричному режиму сжатие вторичного модуля. Важнейшее значение для успеха разработки двухстадийного термоядерного заряда имели работы по созданию первичного источника энергии, которыми руководил Я. Б. Зельдович, существенную роль в разработке принципа радиационной имплозии сыграл Д. А. Франк-Каменецкий, написавший в конце 1954 года совместно с А. Д. Сахаровым отчет, в котором анализировались многие научные аспекты нового принципа и возможности его применения для создания различных типов термоядерных зарядов, значительным в разработке советской двуступенчатой теромоядерной бомбы было также участие Виктора Давиденко, важный вклад в создание новой конструкции заряда внёс Юрий Трутнев.
24 декабря 1954 года состоялся научно-технический совет КБ-11 под председательством И. В. Курчатова. В работе совета приняли участие министр среднего машиностроения В. А. Малышев, руководство КБ-11, научные работники и конструкторы-разработчики атомных зарядов. На заседании обсуждалась проблема создания водородной бомбы большой мощности на новом принципе (схема радиационной имплозии). В итоге, было принято решение о начале работ над новой водородной бомбой, которая получила название «РДС-37».
По результатам проведённого совещания 31 мая 1955 года Завенягиным было утверждено: «Одобрить представленную КБ-11 схему экспериментального устройства РДС-37». В разработке столь сложной системы была особенно велика роль математических расчётов. Эти расчёты проводились в основном в Отделении прикладной математики Математического института АН СССР под общим руководством М. В. Келдыша и А. Н. Тихонова. Многие расчёты проводились на электронной машине «Стрела».

## Конструкция
При создании РДС-37 впервые использовался совершенно новый принцип — «атомное обжатие» (син.: радиационная имплозия), т.е. сжатие водородной бомбы - основного изделия, (син.: термоядерного узла, вторичного узла, вторичного изделия, второй стадии) за счет энергии взрыва вспомогательной атомной бомбы - вспомогательного заряда (син.: первичного атомного заряда, первичного узла, первичного изделия, первой стадии), размещенных в полости одного сплошного радиационного корпуса, изготовленного из тяжелого материала, например, из урана-238.
Согласно принципу атомного обжатия (принцип окружения), перенос энергии первичного модуля к вторичному узлу (основное изделие) осуществлялся рентгеновским излучением, а для формирования направленности переноса энергии первичный и вторичный модули заключались в единую оболочку (так называемый «радиационный корпус»), обладавшую хорошим качеством для отражения рентгеновского излучения. Были также обеспечены меры, способствующие переносу рентгеновского излучения внутри заряда в нужном направлении.

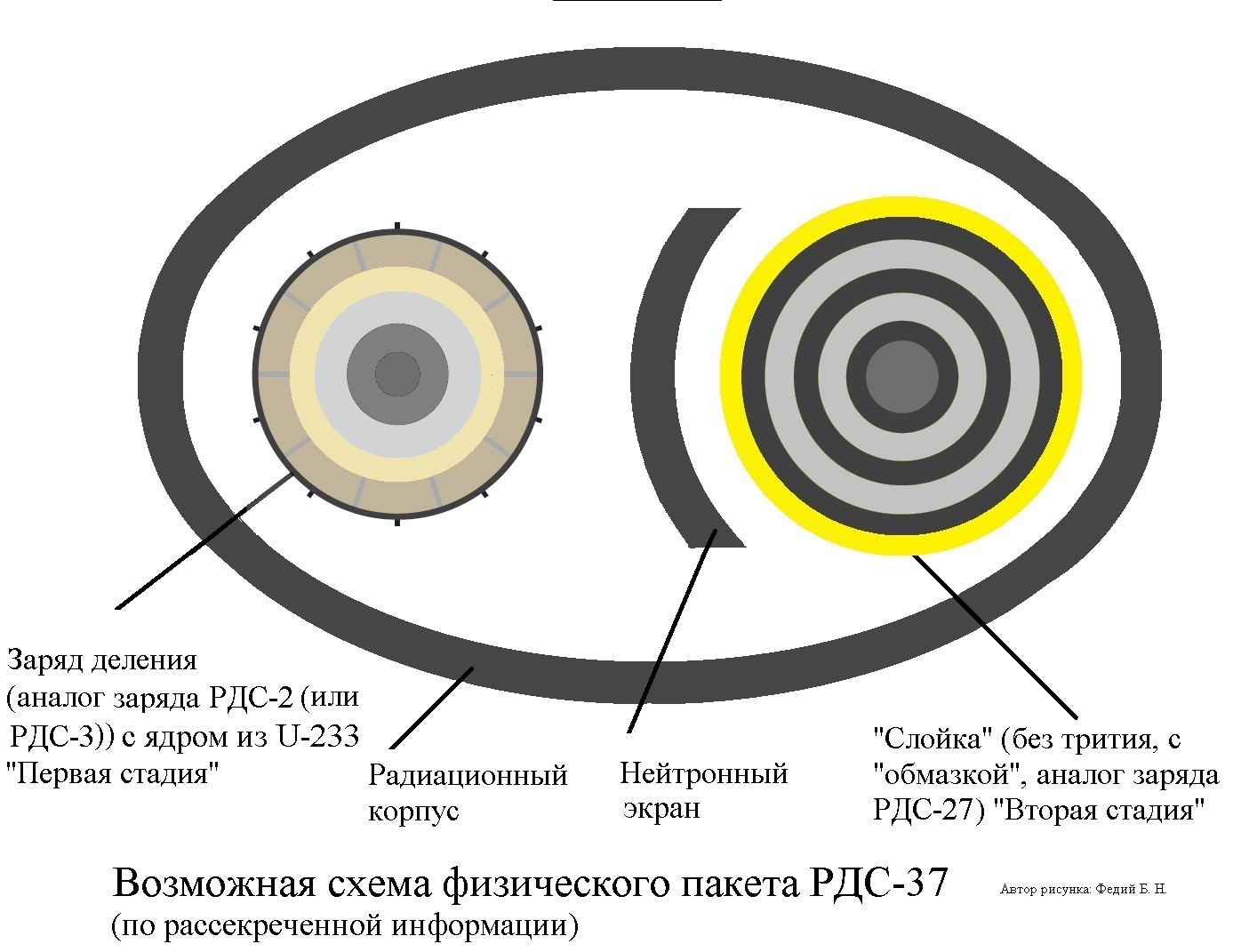
Возможная схема конструкции физического пакета РДС-37 (по рассекреченной информации)

Термоядерный узел, (основное изделие, вторая стадия) – по своему структурному типу этот узел аналогичен гетерогенному ядру РДС-6с, откорректированному для существенно иных граничных условий, определяющих имплозию. От РДС-6с он получил в «наследство» сферическую конфигурацию термоядерного узла, слоеную структуру горючего состоящего из дейтерида лития-6 и урана-238, и урановое инициирующее ядро, из  U-235. В термоядерном узле не использовался тритий, и термоядерным горючим был дейтерид лития-6, а основным делящимся материалом был U-238, то есть этот узел был, по устройству,  аналогичным заряду РДС-27. 
С целью уменьшения мощности бомбы, с 3 мегатонн до 1,5 мегатонны, часть термоядерного горючего, дейтерида лития-6, из внешнего слоя, была заменена на инертный материал, состав которого не рассекречен (предположительно гидрид природного лития, возможно, какой-то пластик).
Снаружи на этот узел был нанесен слой «обмазки» из легких элементов. Состав «обмазки» не рассекречен, но можно предположить, что она состояла из окиси бериллия на пластиковом связующем, типа полистирольного клея. Также обмазка могла содержать бор, для поглощения нейтронов. «Обмазка» превращала энергию рентгеновского излучения в энергию сжатия термоядерного узла. 
Вспомогательный заряд – (син.: первичный атомный заряд, первичный узел, первичное изделие, первая стадия) – по своему структурному типу этот узел аналогичен ядру атомной бомбы РДС-2 (или РДС-3), с усовершенствованной фокусирующей системой, откорректированному для существенно иных условий, определяющих максимальный выход рентгеновского излучения, определяющего радиационную имплозию. В таком заряде не может использоваться тампер/отражатель нейтронов из «тяжелого» материала (например, из U-238, или вольфрама), не пропускающий сквозь себя  рентгеновские лучи.
Ядро вспомогательного атомного заряда (первой стадии) было так называемой «сплошной» конструкции, изготовлено из урана-233, для чего было распоряжение изготовить 6 кг урана-233. По информации из другого источника, оно могло содержать уран-233 и уран-235. Мощность взрыва вспомогательного заряда была близкой к 70 тыс. тонн тротилового эквивалента (ТЭ).
В дальнейшем предлагалось к изделиям РДС-37 подготовить новые атомные вспомогательные заряды (инициаторы) с меньшим количеством атомных взрывчатых веществ и без урана-233. Ориентировочно полагали, что для вспомогательного заряда будет достаточно <...> кг плутония-239 и не более <...> кг урана-235. Также предлагалось, что будет достаточно мощности взрыва около 30 килотонн ТЭ, и что для вспомогательного заряда будет достаточно  меньшего количества плутония-239 и урана-235. Также предлагалось использование в качестве инициатора, (первичного атомного заряда), использование заряда так называемой «оболочечно-ядерной» конструкции (с использованием принципа «левитации»), на базе РДС-4 (с мощностью взрыва около 30 килотонн ТЭ).
Между основным (термоядерным) узлом и вспомогательным атомным зарядом (первой стадии) располагался достаточно громоздкий нейтронный экран.
Коэффициент усиления выделения энергии в РДС-37 составлял около двух порядков.

## Подготовка к испытанию
В специальном постановлении Совет Министров СССР выбрал для испытания полигон № 2. Приказами от 12 и 13 октября 1955 года были перечислены основные задачи касающиеся испытания бомбы-изделия РДС-37:
- прицельное бомбометание бомбы РДС-37 с самолёта;
- контроль работы автоматики бомбы на траектории бомбометания;
- охрану самолёта-носителя истребителями МиГ-17;
- забор проб продуктов взрыва на самолётах Ил-28, наблюдение за движением облака;
- управление полётами и оборудованием командных пунктов.

Общее руководство авиационным обеспечением испытаний было возложено на генерал-майора В. А. Чернореза. В качестве самолёта-носителя был определён самолёт Ту-16. Для обеспечения безопасности экипажа были проведены специальные мероприятия по защите самолёта-носителя от поражающих факторов ядерного взрыва. С нижней части поверхности фюзеляжа, оперения и крыльев был смыт лак. Все имеющие тёмный цвет поверхности были покрыты специальной белой краской. Была также произведена замена ряда уплотнений. С целью увеличения дистанции от места взрыва до самолёта-носителя и уменьшения светового импульса до допустимого уровня руководством было принято решение оборудовать бомбу парашютом типа ПГ-4083, разработанным для бомбы РДС-6с НИИ парашютно-десантного снаряжения. Заказ на парашюты был выдан 17 октября 1955 года, а 28 октября 1955 года они были доставлены на полигон № 2.

## Нештатная ситуация на полигоне № 2
Бомба была подготовлена сотрудниками КБ-11 и передана для подвески к самолёту в 6 часов 45 минут 20 ноября 1955 года. Взлёт был произведён экипажем Ф. П. Головашко в 9 часов 30 минут с аэродрома Жана-Семей.
Самолёт набрал заданную высоту 12000 метров, но к моменту выполнения холостого захода на цель, вопреки прогнозам метеослужбы полигона и специалистов от главного метеоролога страны Е. К. Фёдорова, погода испортилась, и полигон закрыло облачностью.
По запросу экипажа самолёту-носителю был разрешён холостой заход на цель с использованием радиолокационной установки самолёта. При выполнении холостого захода экипаж доложил об отказе радиолокационного прицела и отсутствии возможности выполнять задание по прицельному сбрасыванию изделия.
Впервые в практике ядерных испытаний встал вопрос о вынужденной посадке самолёта с термоядерной экспериментальной бомбой громадной мощности взрыва. На запросы экипажа о его действиях с Центрального командного пункта следовал ответ: «Ждите». В связи со сложившейся ситуацией на ЦКП было утрачено спокойствие, последовала серия советов, вопросов и предложений. Возникло предложение сбросить бомбу в горах вдали от населённых пунктов на «не взрыв» — без задействования автоматики инициирования ядерного взрыва. Этот вариант был исключён по многим причинам. Учитывая результаты отработки изделия РДС-6с совместно с самолётом-носителем, рассматривалась возможность и допустимость посадки самолёта-носителя с изделием. Запаса горючего на самолёте оставалось всё меньше и меньше, требовалось незамедлительно принимать решение.
Самолёту с бомбой было дано разрешение на посадку только после того, как Я. Б. Зельдович и А. Д. Сахаров дали письменное заключение о безопасности посадки самолёта с зарядом, а специалисты ВВС проанализировали все сценарии аварийной ситуации при посадке самолёта.
Лётчики снизились до высоты круга 400 метров, прошли над полосой и со второго захода совершили посадку. Выпустили шасси, начали снижение. Самолёт выровняли в начале взлётно-посадочной полосы и очень плавно приземлились, коснулись бетонной полосы одновременно обеими стойками шасси. Посадка была такая гладкая, хорошая, что просто невозможно было определить, сел самолёт или ещё в полёте. Командир экипажа майор Ф. П. Головашко вложил всё своё умение в технику пилотирования, чтобы так хорошо посадить самолёт.
Посадка была произведена на аэродром Жана-Семей в 12 часов 00 минут. Общая продолжительность полёта составила 2 часа 30 минут. Бомба была снята с самолёта и передана сборочной бригаде КБ-11 для проверки и повторной подготовки к испытаниям. Самолёт готовился к очередному полёту. После разбора случившегося было принято решение лётные испытания изделия РДС-37 провести через день — 22 ноября 1955 года.

## Испытание
Испытание бомбы было проведено 22 ноября 1955 года. В 6 часов 55 минут бомба была подвешена к самолёту. Самолёт вылетел в 8 часов 34 минуты. Изделие РДС-37 предусматривалось сбрасывать с высоты 12 км с холостыми заходами на цель. Сброс бомбы был произведён в 9 часов 47 минут с высоты 12 тысяч метров и скорости полёта 870 км/ч с использованием радиолокационных средств самолёта-носителя. Парашютная система успешно сработала, бомба взорвалась на высоте 1550 метров, самолёт к этому времени находился на безопасном расстоянии (15 км).
Тепловое воздействие от взрыва на открытые участки тела членами экипажа, особенно в кабине штурмана, ощущалось значительно сильнее, чем в самую жаркую солнечную погоду. К моменту прихода ударной волны управление полётом осуществлялось вручную. Ударная волна воздействовала на самолёт через 224 секунды после сбрасывания изделия. Из-за облачности в районе испытаний не удалось полностью пронаблюдать развитие облака взрыва, которое представляло собой исключительно грандиозную картину даже в сравнении с облаком такого мощного взрыва, как взрыв бомбы РДС-6с в 1953 году. Из всего облака взрыва длительное время была видна его нижняя часть — пылевой столб и клубы пыли. Приблизительно через 5—7 минут после взрыва высота радиоактивного облака достигла 13—14 километров. Диаметр «гриба» облака к этому моменту составлял 25—30 километров.
Наблюдатели, находившиеся в 35 километрах от эпицентра, в специальных очках, лёжа на поверхности грунта, в момент вспышки ощутили сильный приток тепла, а при подходе ударной волны — двукратный сильный и резкий звук, напоминающий грозовой разряд.
На заседании комиссии по определению мощности взрыва бомбы-устройства РДС-37 было установлено, что энерговыделение взрыва составило 1,6 Мт. Это испытание имело историческое значение, так как впервые в мире была испытана сбросом водородная бомба мощностью свыше 1 Мт. Испытание РДС-37 привело к ряду трагических событий. В результате обвала потолка в жилом доме аула Малые Акжары погибла девочка в возрасте 3 лет. В момент обвала землянки в выжидательном районе № 1, расположенном в 36 километрах от центра взрыва, были засыпаны землёй шесть солдат батальона охраны, из которых один умер от удушья, остальные получили лёгкие ушибы. Осколками стёкол и обломками строений были нанесены ранения и ушибы 26 жителям из населённого пункта Майское, совхоза Ворошиловградский, колхозов Сталин-Туы и Семиярское и 16 жителям г. Семипалатинска. В селе Семиярское вследствие обвала потолков в специально оборудованных помещениях одна женщина получила закрытый перелом бедра и две получили ушибы позвоночника. Пострадавшие были доставлены на самолёте полигона в областную больницу в город Павлодар для стационарного лечения. В городе Семипалатинске три человека получили сотрясения мозга. В общей сложности различные повреждения строений отмечались в 59 населённых пунктах. Стёкла в домах вылетали в радиусе до 200 км от эпицентра взрыва.
Через 3 часа после взрыва на расстояниях от 95 до 272 км от эпицентра максимальная доза до полного распада радиоактивного вещества на открытой местности составила от 0,13 до 0,23 рентген, а мощность дозы излучения от 0,10 до 0,18 мР/ч. Уровень радиации через 30 минут и 1 час 30 минут после взрыва был исследован самолётами на высоте 50 м и составлял на дальности 25 км (через 1 час после взрыва) — 0,02 Р/ч.